# Struthiola thomsonii
Struthiola thomsonii är en tibastväxtart som beskrevs av Oliver. Struthiola thomsonii ingår i släktet Struthiola och familjen tibastväxter. Inga underarter finns listade i Catalogue of Life.